# حسين تشيليك
حسين سيليك هو أستاذ جامعي وسياسي تركي، ولد في 5 مارس 1959 في مدينة وان في تركيا. نشط حزبياً في حزب العدالة والتنمية. وقد انتخب عضو في البرلمان التركي.